# 殺人ゲームへの招待
『殺人ゲームへの招待』（さつじんゲームへのしょうたい、Clue）は、1985年に公開されたアメリカ合衆国の映画。
イギリス発祥の「Cluedo」（クルード）というボードゲームに基づいて物語やキャラクターなどが構成されており、上映劇場ごとに異なる3つのエンディングが用意された。

## あらすじ
1954年、6人の外国人がニューイングランドの邸宅に招待され、それぞれが仮名を与えられる。食事中、全員が政府と関わりがあり、長年ボディ氏から脅迫を受けていたことが明らかになる。ボディ氏は彼らの秘密を暴露すると脅し、身を守るために武器を与える。明かりが消えた後、銃声が響き、ボディ氏が死んでいるのが見つかる。ゲストたちは殺人事件を解明しようとし、容疑者と被害者が増えていく。料理人、運転手、警察官、そして他の数名も殺される。事件が進展するにつれ、ボディ氏がゲストの秘密を暴露させるために彼らを操作していたことがわかる。最終的にワズワースがその夜の出来事を再現して事件を解決しようとし、3つの異なる結末で物語は締めくくられる。

## キャスト
- レスリー・アン・ウォーレン：ミス・スカーレット
- ティム・カリー：ワーズワース
- アイリーン・ブレナン：ミセス・ピーコック
- マデリーン・カーン：ミセス・ホワイト
- クリストファー・ロイド：プラム教授
- マイケル・マッキーン：ミスター・グリーン
- コリーン・キャンプ：イベット
- マーティン・マル：マスタード大佐
- リー・ヴィング：ミスター・ボディ